# Сися (Иньчуань)
Сися́ (кит. упр. 西夏, пиньинь Xīxià) — район городского подчинения городского округа Иньчуань Нинся-Хуэйского автономного района (КНР). Район назван в честь средневекового тангутского государства Си Ся, чья столица находилась неподалёку от этих мест.

## История
При империи Мин в 1376 году был учреждён Нинсяский гарнизон (宁夏卫). В 1402 году были созданы Левый и Правый полевые гарнизоны, и в этих местах разместился Нинсяский правый полевой гарнизон (宁夏右屯卫). При маньчжурской империи Цин в 1724 году Нинсяский гарнизон был опять преобразован в Нинсяскую управу, которой подчинялись уезды Нинся (宁夏县) и Ниншо (宁朔2县); эти места вошли в состав уезда Ниншо.
В 1949 году старый Иньчуань был административно разделён на четыре района, а на землях, перешедших в его состав из-под юрисдикции окрестных уездов, в 1951 году были образованы районы № 5 и № 6. В 1954 году эти шесть районов были попарно объединены. В 1970 году они были официально переименованы в Городской район (城区), район Новый город (新城区) и Пригородный район (郊区).
Постановлением Госсовета КНР от 19 октября 2002 года три района Иньчуаня были расформированы, а на месте части земель бывшего района Новый город и части земель бывшего Пригородного района был создан район Сися.

## Административное деление
Район делится на 7 уличных комитетов и 2 посёлка.